# ベネディクトゥス15世 (ローマ教皇)
ベネディクトゥス15世（ラテン語: Benedictus XV, イタリア語: Benedetto XV, 1854年11月21日 - 1922年1月22日）あるいはベネディクト15世は、ローマ教皇（在位：1914年9月3日 - 1922年1月22日）、カトリック教会の司教。本名、ジャコモ・デッラ・キエーザ（Giacomo Della Chiesa）。第一次世界大戦という未曽有の惨劇を乗り越え、世俗国家の仲介者としての新しいカトリック教会のあり方を模索した。

## 生涯
1854年11月21日、ジェノヴァの貴族の家に生まれたキエーザは、バチカンの外交官としての道を歩み、1875年に法学の博士号を取得した。彼は当時の大物枢機卿だったマリアノ・ランポッラに抜擢されてローマ教皇庁でのポストを得、教皇庁の国務省長官にまでなった。1907年にボローニャの大司教になり、1914年に枢機卿にあげられた。第一次世界大戦が勃発してすぐにピウス10世が亡くなると、キエーザは教皇に選ばれ、ベネディクトゥス15世を名乗った。
ベネディクトゥス15世は教皇としてバチカンの不偏中立を宣言し、平和実現のため、仲介者となろうとさまざまな外交努力を行った。しかし、19世紀以降の教会と国家の断絶が尾を引いていたため、無視され続けた。戦後になると、世俗国家の仲介者としてのバチカンを目指した彼の継続的な努力がようやく実り始めたが、その成果をみることなく1922年冬に世を去った。その死から4ヵ月後、エストニアとのコンコルダートが締結された。
ベネディクトゥス15世はまた、正教会との対話の再開を意図したことでも知られる。
在位中にジャンヌ・ダルクとリジューのテレーズを含む4人を列聖し、ルイーズ・ド・マリヤックなど計36人を列福した。